# Svenska regeringens IT-politiska strategigrupp
IT-politiska strategigruppen var en kommitté tillsatt av Sveriges regering i syfte att vara regeringens rådgivare i IT-frågor. Den tillsattes av regeringen Persson och verkade från juli 2003 till oktober 2006 som en efterföljare till tidigare IT-kommissioner.
Strategigruppens uppgift var att arbeta pådrivande och samordnande med IT-politiska frågor. Gruppen bestod av en ordförande och sju ledamöter, dessutom fanns ett kansli på fem personer. Alla personer utsågs för sin kunskap inom IT-området. Ordförande var Christer Sturmark från juli 2003 till september 2004 och därefter Ylva Hambraeus Björling från mars 2005 till oktober 2006.